# Солоне (селище)
Соло́не — селище в Україні в Дніпровському районі Дніпропетровської області, центр Солонянської селищної територіальної громади. До 2020 року було районним центром Солонянського району Дніпропетровської області. Населення  — 7380 мешканців.

## Географічне розташування

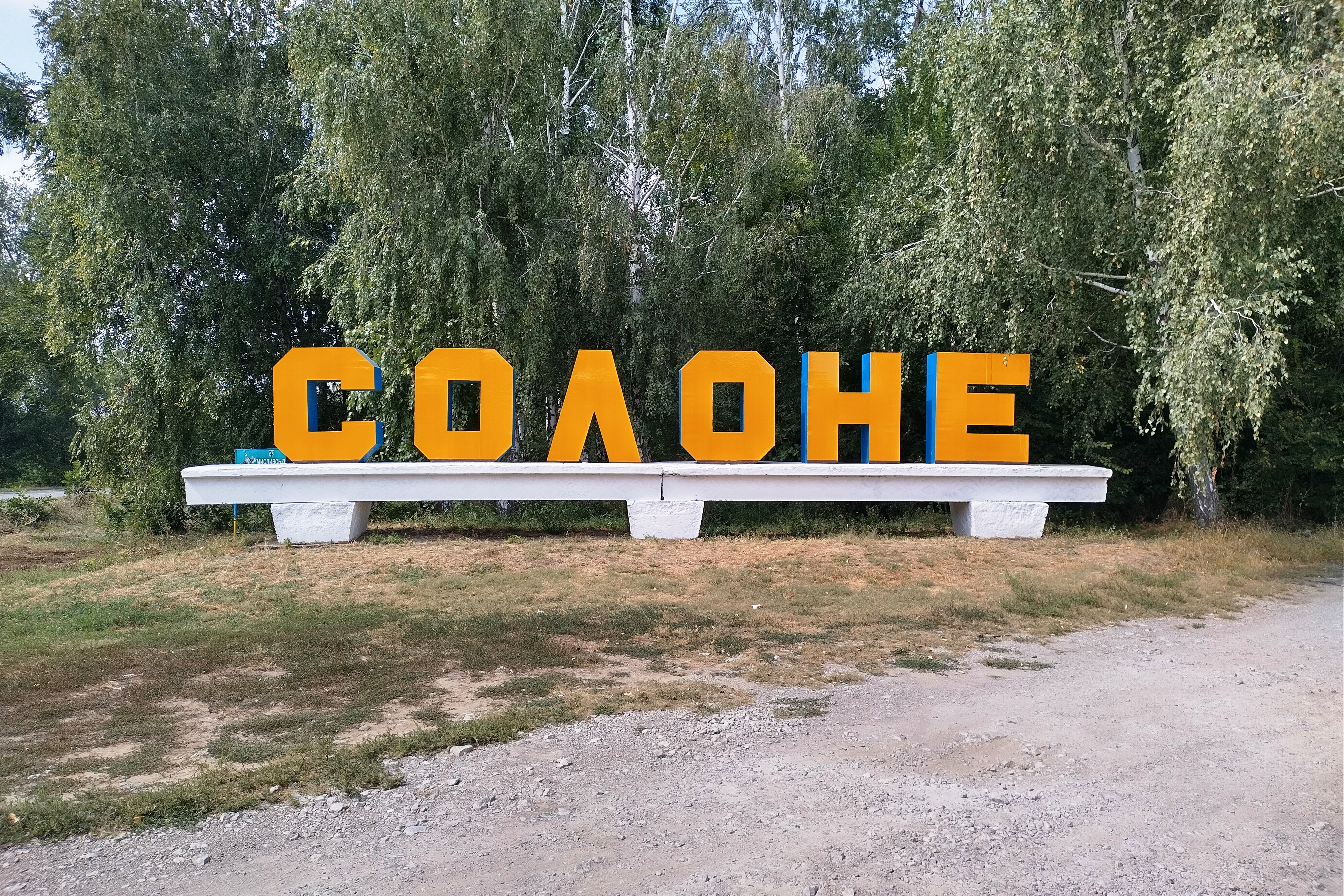
Стела на в'їзді в селище

Селище міського типу Солоне розміщене на берегах невеликої пересихаючої річки Солоної, яка через 5 км впадає в річку Мокра Сура. На річці і декількох пересихаючих струмках зроблені загати. Через селище проходить автомобільна дорога Р80.

## Археологічні розвідки
Перші оселі на місці сучасного селища виникли ще в ІІІ тисячолітті до нашої ери. Рештки поселень і курганні могильники ямної культури доби міді-бронзи були знайдені при археологічних розкопках на околицях села.

## Історичні відомості
Наприкінці XVII століття на схід від сучасного селища виникло поселення Новоселівка засноване кріпаками-втікачами. На початку XVIII століття кріпаків з Новоселівки переселили на землі по річці Солоненькій. Найменування річки, за розповідями, пішло від того, що вода в ній була солоною, а влітку на берегах навіть виступав солонець. Нове поселення дістало назву Енгельгардівка. В 80-х роках XVIII століття село було названо Солоненьким. На той час тут жило 485 осіб.
у 1803 році в Солоненькому була побудована Петро-Павлівська церква.
На викуплених у 1852 році землях меноніти Бергмани побудували хутір і назвали його Абрамівським. З часом хутір перетворився у потужну економію.
За переписом 1858 року в Солоненькому налічувалось 724 особи, які займалися хліборобством та скотарством. Напередодні Першої світової війни в Солоному було 274 двори, кількість населення становила 1830 осіб.
Наприкінці XIX століття громаді села, яке стало називатися Солоним, належало 1785,5 десятини землі.
У 1881 році землі сільця Солоненького були розподілені таким чином (десятина — це 1,0925 гектара):
- хутір Абрамівський, володіння меноніта Абрама Абрамовича Бергмана — 2222 дес.
- володіння селянина Давида Сергійовича Строменка (з іншими) — 1 десятина
- володіння меноніта Германа Абрамовича Бергмана — 2229 дес.
- володіння селян власників — 407 дес.

Станом на 1886 рік у колишньому власницькому селі Солоне (Енгельгардове), центрі Солонянської волості Катеринославського повіту Катеринославської губернії, мешкало 735 осіб, налічувалось 138 дворових господарств, існувала православна церква, школа, крамниця, відбувалися 2 ярмарки на рік.
За переписом 1897 року кількість мешканців зросла до 1398 осіб (719 чоловічої статі та 679 — жіночої), з яких 1387 — православної віри.
У  грудні 1905 році в Солоному проходив з'їзд Селянської спілки, на що влада оголосила воєнний стан у повіті і село було обстріляно  артилерією за наказом генерал-губернатора Сандецького. Василій Строменко, Ярема Строменко, Панас Бабенко, учитель Євген  Моцний, Оникикій Стром, Потап Колодченко, Міхей Московка 1882 г.р., Данило  Бондаренко, Григорій Поплавський були заарештовані. Більшість з них засуджені і вислані на північ Росії.
У 1923 році Солоне стало районним центром. З 1960 року селище Солоне віднесене до категорії селищ міського типу.
У 1925 у Солоному відбувся гучний судовий процесс. На лаві підсудних  опинилися 14 чоловік. Між ними голова Солоняського райвиконкому, голова СільЄСТ-ва , фінінспектор й нарсуддя. Головні пункти обвинувачення - незаконне позбавлення деяких селян права голосу на виборах, несправедливе вирішення земельних питань, розтрати, недбале ставлення до своїх обов'язків.
У 1937 радянська влада побудувала в Солоному грандіозний театр, який було зруйновано у 1943 році.
До 1914 року в Солонянській школі викладали математику - Євген Федосійович Моцний , а  українську мову та літературу - Олександр Потапович Колодченко
У 1941 з серпня по жовтень  в Солоному діяв  партизанський загін НКВС під керівництвом  Карпа Родіоновича Волобуєва.
1989 року за переписом тут мешкало приблизно 7400 осіб.
У 1990 році патріоти вперше встановили у Солоному жовто-блакитний прапор
Колись село розділялось на три частини: Шланбова (ймовірно від «шлагбаум»), Більчена (ймовірно від "білий) та Коновалівка.

## Населення

### Мова
Розподіл населення за рідною мовою за даними перепису 2001 року:
| Мова            | Кількість | Відсоток |
| --------------- | --------- | -------- |
| українська      | 6870      | 92.49%   |
| російська       | 516       | 6.95%    |
| вірменська      | 15        | 0.20%    |
| білоруська      | 9         | 0.12%    |
| інші/не вказали | 18        | 0.24%    |
| Усього          | 7428      | 100%     |

## Заклади соціально-культурної сфери

### Освітні заклади
- Солонянська СЗОШ № 1 вул. Шевченка, 33
- Солонянська СЗОШ № 2 вул. Строменка, 50
- Солонянський ДНЗ вул. Шевченка, 22

### Заклади охорони здоров'я
- Солонянська Центральна районна лікарня вул. Усенка,13
- Солонянський Центр первинної медичної допомоги вул,Усенка 13

### Культурні заклади
- Районний будинок культури вул. Гагаріна, 12-а
- Будинок дитячої творчості вул. Гагаріна, 3
- Дитяча музична школа вул. Гагаріна, 3

## Найбільші підприємства
- Солонянський РЕМ
- Міжрайонне управління водного господарства
- ТОВ «Завод полімер деталь»
- ТОВ Солонянський завод «Агрополімердеталь»
- ТОВ «Агроовен»
- Солонянська СЕГГ ВАТ «Дніпропетровськ газ»
- Супермаркет «Varus»

## Релігія
В селищі знаходяться наступні сакральні споруди релігійних громад:
- Храм Святого Архистратига Божого Михаїла ПЦУ (вул. Перемоги, 52);
- Храм Покрови Пресвятої Богородиці ПЦУ (вул. Голуба, 8-А);
- Свято-Стрітенський храм (вул. Соборна, 65-Б);
- Буддійський храм (вул. Строменка, 4-А).

## Цікаві факти
У селищі є будинок братів Бергманів. Тепер у цій будівлі розміщені краєзнавчий музей, районний архів, бібліотека, центр надання адміністративних послуг. Сім'я Бергманів у 1862 році отримала 14 тисяч десятин землі. На території селища розташовані дві садиби, які належали Пітеру Хугу, Абрахаму та Герману Бергманам. Одна з них є пам'яткою архітектури України місцевого значення. Бергмани активно розвивали регіон. Земська лікарня, земська школа, дороги, початкові школи в інших населених пунктах збудовані за сприяння родини Бергманів, багато будівель існують до цього часу.

## Відомі люди села
- Чумаченко Михайло. Костянтинович (? — 1921) — отаман, мав свій загін, Разом зі своїми братами Іваном, Трохимом та Наумом брав участь у Визвольних змаганнях у 1918—1920 роках. на Катеринославщині. Загинув у лютому 1921 разом з відомим діячем повстанського руху доктором Гелієвим у Солоному.
- Строменко Василь Оникійович (1880—1937) — художник, науковець, політичний діяч та сподвижник Д. І. Яворницького.
- Строменко Ярема Якович (?-?) — дядько Василія Строменко, політичний діяч. член партії СР, голосний на Катеринославських земських зборах від Катеринославського повіту. У 30-х роках ХХ століття засланий бльшовиками у північні краї Росії разом з родиною за активну антирадянську діяльність проти розкуркулювання та колективізації, звідки він не повернувся.
- Задернюк Микола Миколайович (1989—2015) — солдат Збройних сил України, учасник російсько-української війни.
- Більченко Сергій Саввич — провідний співробітник органів держбезпеки СРСР, в роки Другої світової війни — організатор і керівник партизанського руху на окупованій території, в 1943—1953 — нарком (міністр) внутрішніх справ Білоруської РСР, генерал-полковник.
- Колонтай Юрій Юлійович (1925—2002) — ортопед-травматолог; професор, доктор медичних наук. Лауреат Державної премії УРСР в галузі науки і техніки.
- Полторацький Федір Микитович — Герой Соціалістичної Праці
- Похиленко Ігор Валерійович (1992—2023) — старший солдат збройних сил України учасник російсько-української війни.
- Штеменко Олександр Васильович — доктор хімічних наук, професор, завідувач кафедри неорганічної хімії УДХТУ
- Зінченко Гнат Гнатович — Герой Соціалістичної Праці
- Оковитий Сергій Іванович — доктор хімічних наук, професор, професор кафедри органічної хімії, ректор ДНУ (з 2021 р.)
- Чукмарьов Микола Юхимович (1919—1943) — народився у селі Малишково Краснінського району Смоленської області, радянський партизан, його іменем було названо вулицю у Солоному. Розстріляний 2 березня 1943 року біля Нового світу.

## Галерея

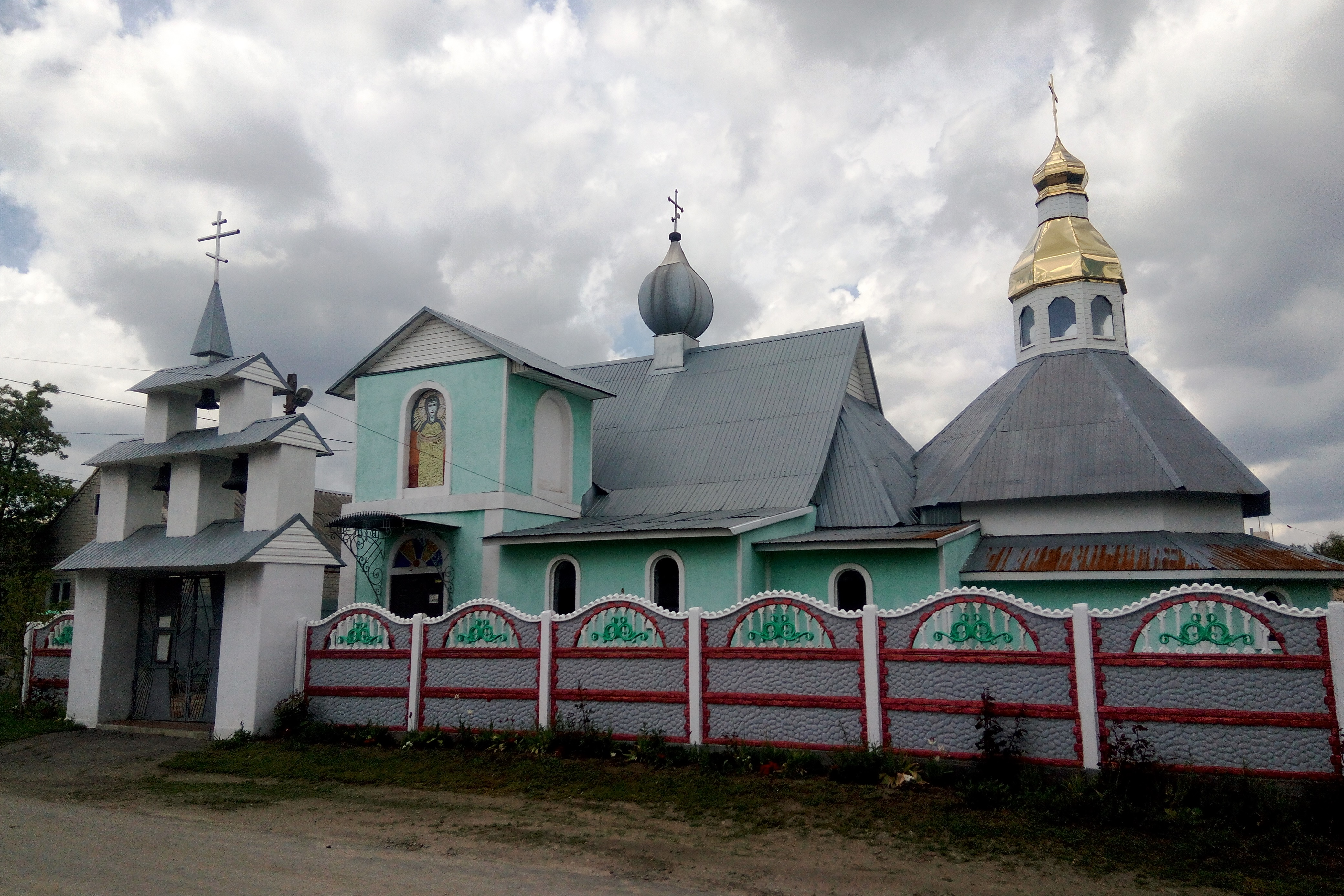
Храм Покрови Пресвятої Богородиці ПЦУ
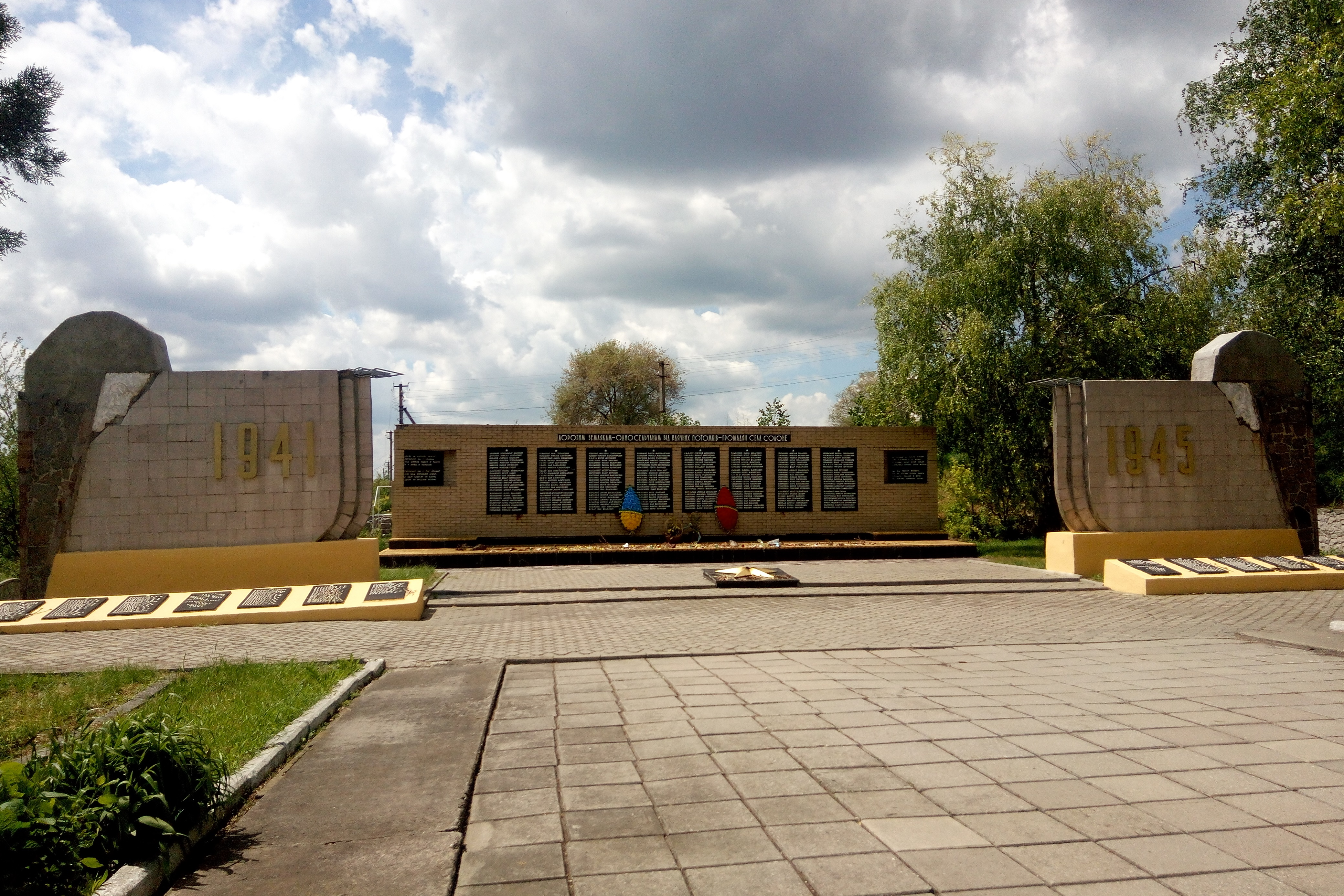
Військовий меморіал землякам, які загинули в роки Другої світової війни
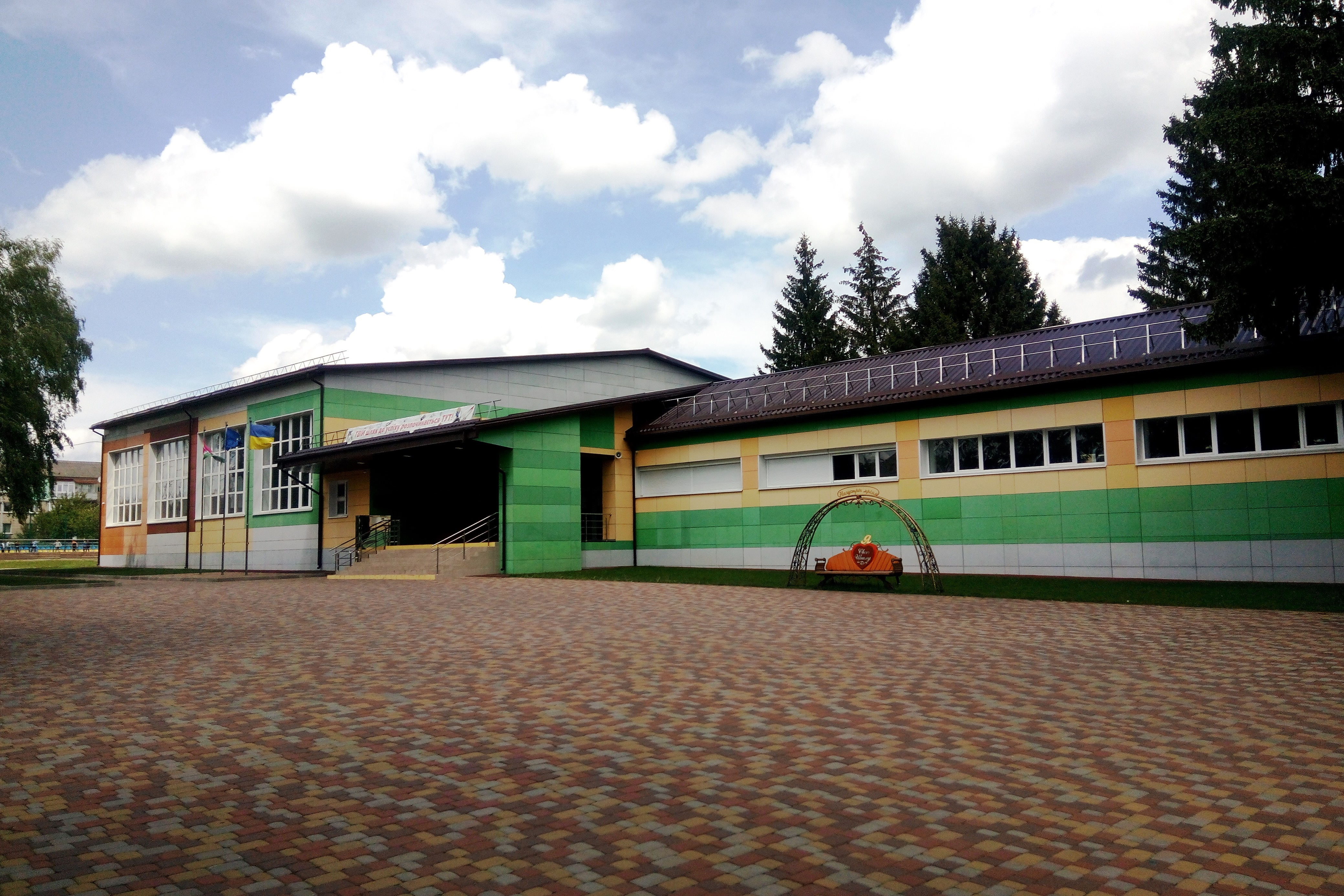
Середня загальноосвітня школа №1
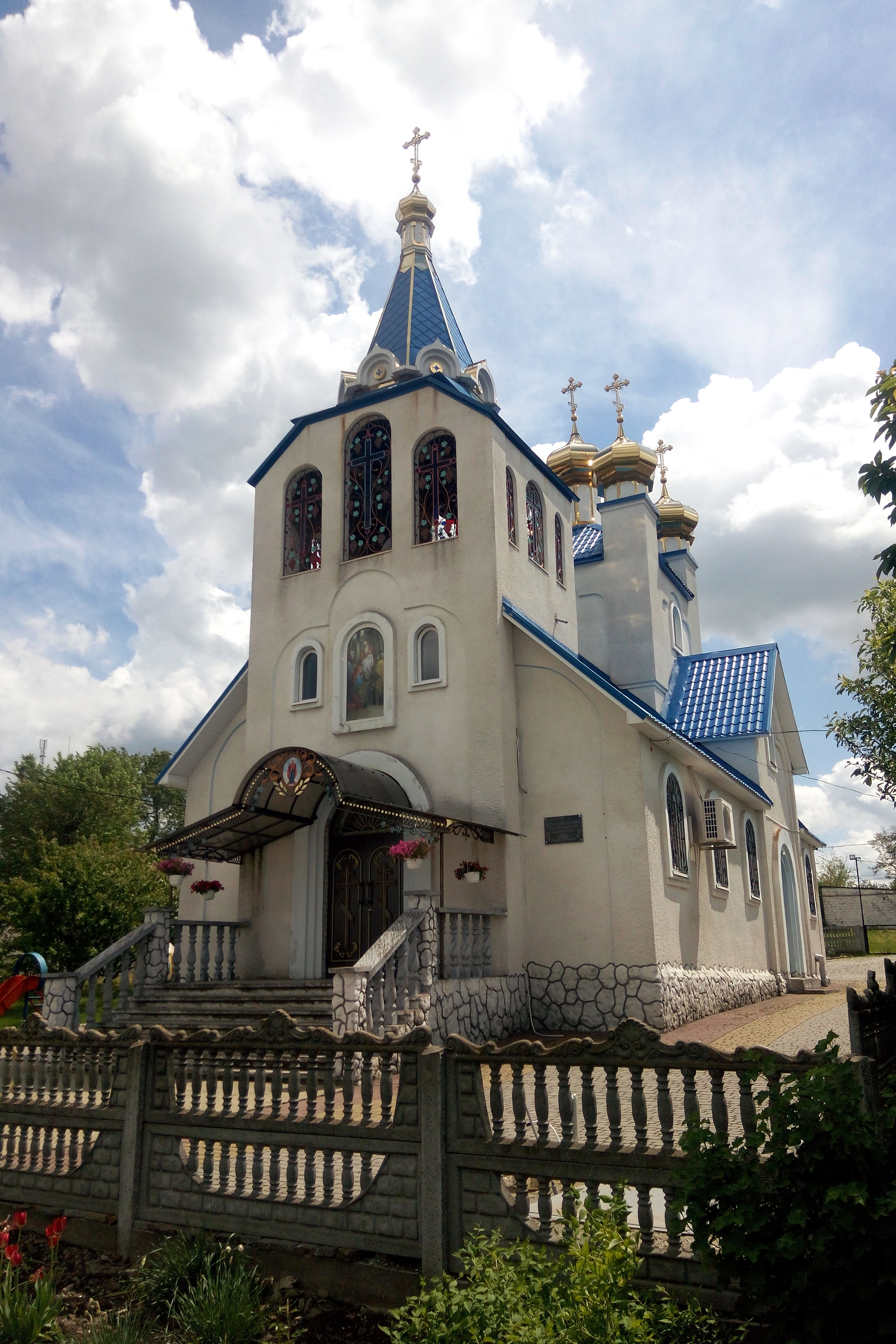
Свято-Стрітенський храм
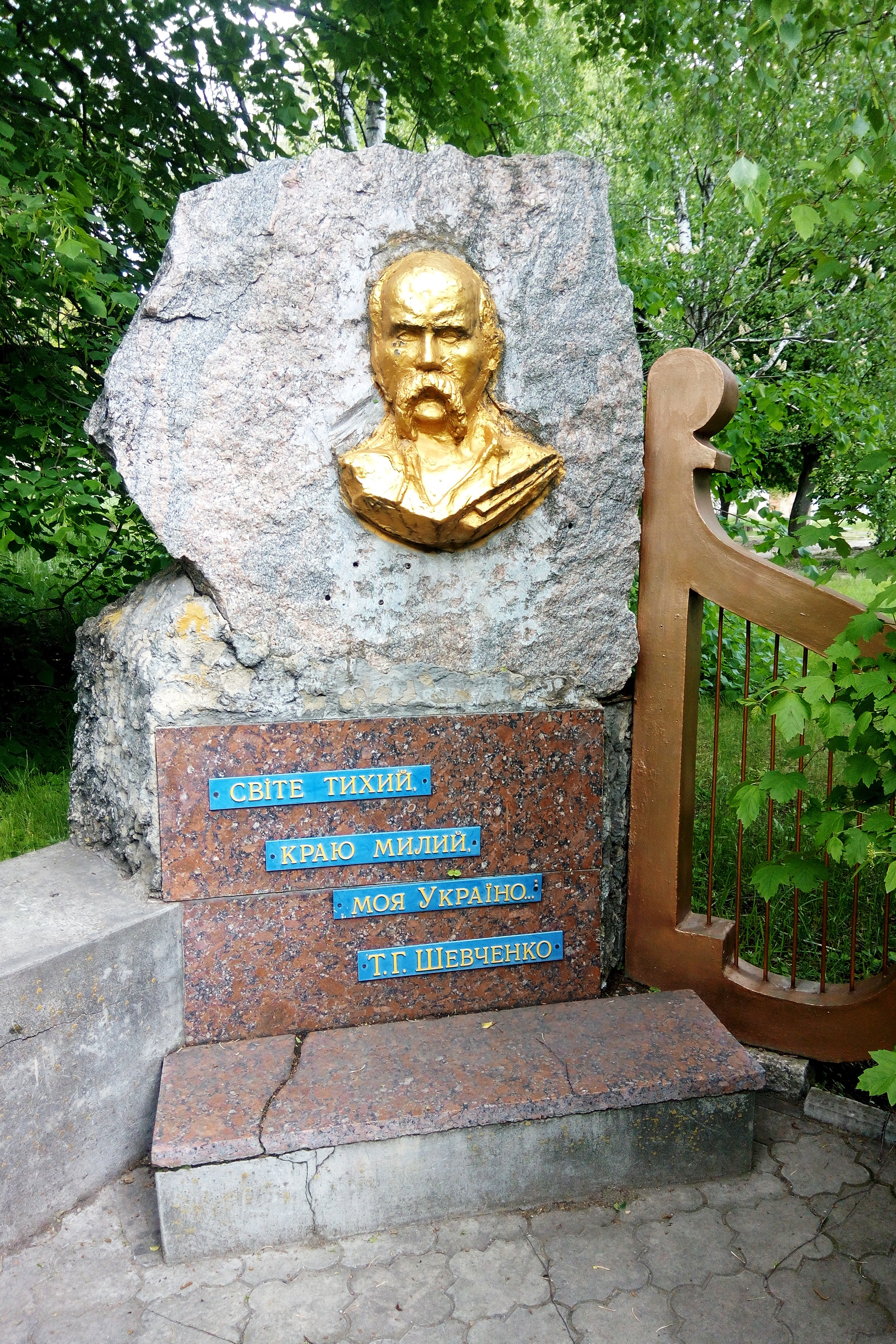
Барельєф Т. Г. Шевченка